# Hans Kelsen

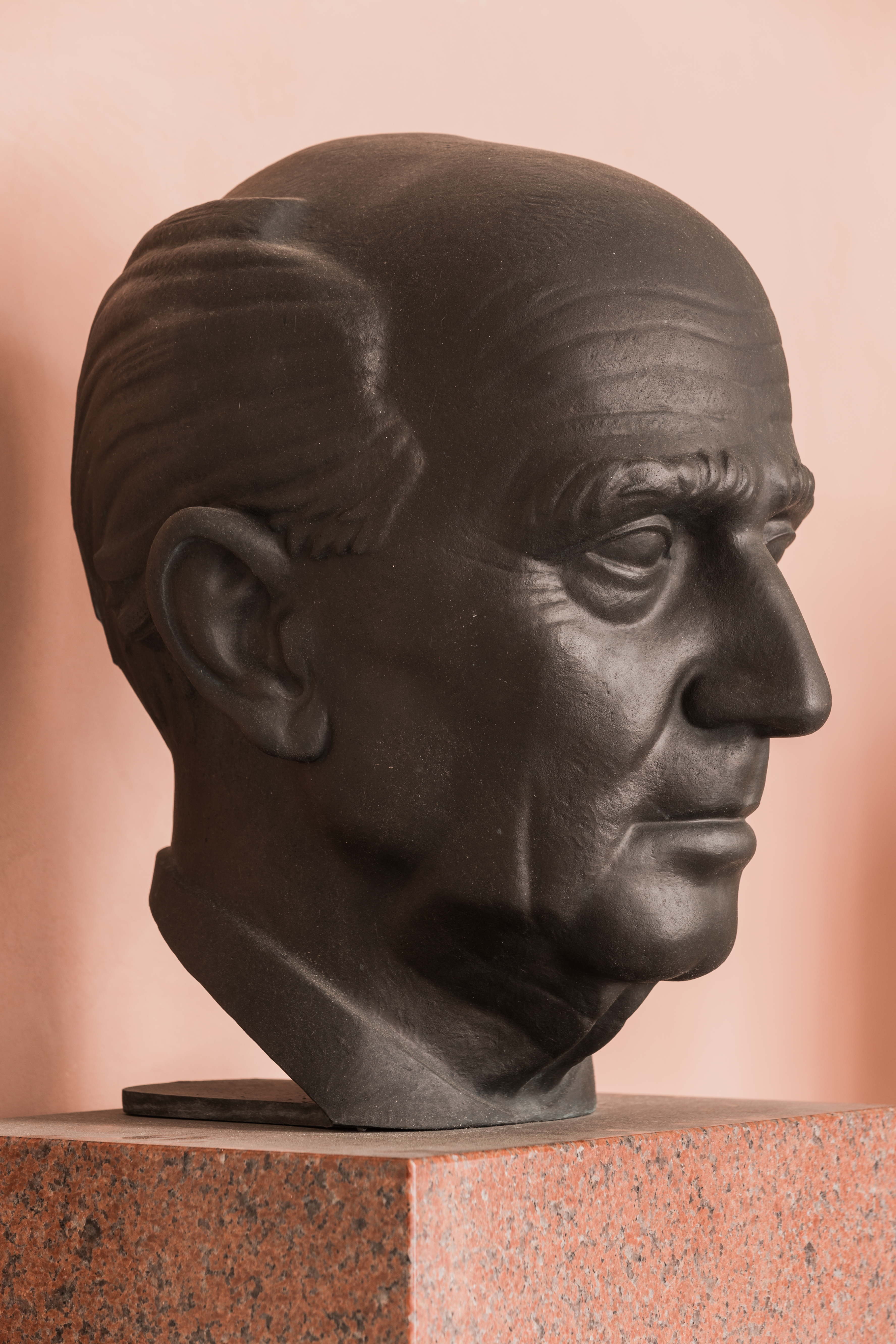
Busto de Hans Kelsen.

Hans Kelsen (Praga, 11 de outubro de 1881 — Berkeley, 19 de abril de 1973) foi um jurista e filósofo austríaco (nasceu em Praga, que nesta época pertencia ao Império Austro-Húngaro). No ocidente, especialmente nos países europeus e latino-americanos, é considerado um dos mais importantes e influentes estudiosos do Direito e o principal representante da chamada Escola Normativista do Direito, ramo da Escola Positivista.
Por volta de 1940, a reputação de Kelsen já estava bem estabelecida nos Estados Unidos, por sua defesa da democracia e pela Teoria Pura do Direito (Reine Rechtslehre). A estatura acadêmica de Kelsen excedeu a teoria legal e alargou a filosofia política e teoria social. Sua influência abrange os campos da Filosofia, Direito, Sociologia, Teoria da Democracia e Relações Internacionais.
No final de sua carreira, enquanto na Universidade da Califórnia, em Berkeley, Kelsen reescreveu a Teoria Pura do Direito em uma segunda versão. Ao longo de sua carreira ativa, Kelsen também forneceu uma contribuição significativa para a teoria do controle de constitucionalidade, a teoria hierárquica e dinâmica do direito positivo, e da ciência do direito. Em filosofia política, ele era um defensor da teoria da identidade do Estado de direito e um defensor do contraste explícito dos temas de centralização e descentralização na teoria do governo. Kelsen também foi um defensor da posição da separação dos conceitos de Estado e da sociedade em sua relação com o estudo da ciência do direito.
A recepção e crítica do trabalho e as contribuições de Kelsen foram extensas, com notáveis defensores e detratores. Suas contribuições para a teoria legal dos julgamentos de Nuremberg foi apoiada e contestada por vários autores, incluindo Dinstein, na Universidade Hebraica de Jerusalém. Também de Kelsen, a defesa do positivismo jurídico continental (de cunho neokantista) foi apoiada por H. L. A. Hart na sua forma de positivismo jurídico anglo-americano, que foi debatido na sua forma anglo-americana por estudiosos como Ronald Dworkin e Jeremy Waldron.

## Perfil
Foi um dos produtores literários mais profícuos de seu tempo, tendo publicado cerca de quatrocentos livros e artigos, com destaque para a Teoria Pura do Direito (Reine Rechtslehre) pela difusão e influência alcançada.
Kelsen nasceu em Praga numa família judaica e com três anos se mudou, juntamente com a sua família, para Viena. Estudou direito na Universidade de Viena, recebendo o seu título de doutor em 1906. Em 1911, recebeu o título de livre-docente e publicou o seu primeiro trabalho Problemas fundamentais da Teoria do Direito do Estado (Hauptprobleme der Staatsrechtslehre), o qual recebeu a segunda edição, com famoso prefácio, em 1923.
Em 1912, Kelsen casou-se com Margarete Bondi, com a qual teve duas filhas. Em 1919, tornou-se professor de Direito Público na Universidade de Viena.
De família judaica, Kelsen trocou de religião algumas vezes em sua vida:
"Uma dessas decisões, embora não se refira a isso na 'Autobiografia', foi ter-se convertido ao catolicismo romano em 1905, apesar de seu agnosticismo à época, fato muito comum naqueles tempos nos meios intelectualizados.  Essa conversão, posteriormente seguida pela adoção da fé protestante em 1912, é tida por alguns como uma tentativa de melhor se integrar à sociedade austro-húngara".
No final da vida, Kelsen voltou ao judaísmo e tornou-se um defensor do Estado de Israel.
A perseguição de Kelsen pelo nazismo deu-se inicialmente em razão de suas ligações com a social-democracia. Seu afastamento das cátedras universitárias não se deu inicialmente por sua condição de judeu. Posteriormente, ele foi afastado também por essa condição. Sua fuga para Alemanha foi curiosamente facilitada por um servidor da Universidade de Colônia, que era membro do Partido Nazista, mas simpatizava com Kelsen. Ele se radicou, após sair da Alemanha, na Suíça e na República Checa. Posteriormente, seguiu para  Estados Unidos, onde viveu até a morte, tendo morado em Nova York e, depois, assumido cátedra na Universidade de Berkeley.
Sofreu severas críticas por parte das correntes filosóficas não-juspositivistas, alegando que sua teoria pura do direito limita o conhecimento jurídico, enquanto objeto de estudo científico, à sua dimensão estatal, mais precisamente à norma, apartando da discussão sobre o direito a própria realidade histórica que o circunda e que o origina. De acordo com essas críticas, a teoria de Kelsen não permitiria o estudo das relações entre normas jurídicas e os valores sociais (moral e ética). Vê-se, pois, que o pensamento de Kelsen não fazia unanimidade. Apesar disso, os princípios fundadores de seu raciocínio jurídico-científico permitiram o desenvolvimento da análise lógica entre leis e técnicas jurídicas, e hoje são bastante respeitados, servindo de base para muitas das instituições jurídicas que sustentam o dogmatismo jurídico ideal.

## Concepções jurídicas

### Teoria Pura do Direito
No campo teórico, o jurista procurou lançar as bases de uma ciência do direito, excluindo do conceito de seu objeto (o próprio Direito) quaisquer referências estranhas, especialmente aquelas de cunho sociológico e axiológico (os valores), que considerou, por princípio, como sendo matéria de estudo de outros ramos da Ciência, tais como da Sociologia e da Filosofia. Assim, Kelsen, por meio de uma linguagem precisa e rigidamente lógica, abstraiu do conceito do Direito a ideia de justiça, porque esta, a justiça, está sempre e invariavelmente imbricada com os valores (sempre variáveis) adotados por aquele que a invoca, não cabendo, portanto, pela imprecisão e fluidez de significado, num conceito de Direito universalmente válido.
Hans Kelsen empreendeu e pretendeu unir Direitos público, privado, nacional, internacional, subjetivo e objetivo, aproximando ordem jurídica e comunidade; e demonstrar que a ciência jurídica é social, mas não natural exata; e desmitificar ideais filosóficos e populares de justiça absolutas, pois foi a favor de justiça relativa, assim como moral e axiologia relativas. A famosa pirâmide (ou Teoria da Gradação Escalonada do Direito) não é de autoria de Hans Kelsen, mas sim de seu amigo Adolf Merckl, que também foi um dos cofundadores da Escola de Viena. Entretanto, a teoria foi bastante influente no pensamento de Kelsen, possibilitando que este passasse a tomar a "teoria do escalonamento como uma parte essencial no sistema da Teoria Pura do Direito".
Uma das concepções teóricas de maior alcance prático na Teoria Pura, o escalonamento é a ideia de um ordenamento jurídico como sendo um conjunto hierarquizado de normas jurídicas estruturadas na forma de uma pirâmide abstrata, cuja norma mais importante, que subordina as demais normas jurídicas de hierarquia inferior, é a denominada norma hipotética fundamental, da qual as demais retiram seu fundamento de validade. Segundo Kelsen, a norma hipotética fundamental "tem de ser pressuposta, visto que não pode ser posta por uma autoridade, cuja competência teria de se fundar numa norma ainda mais elevada, o fundamento da sua validade já não pode ser posto em questão." 

### Constituição da Áustria
Dentre as inúmeras contribuições do jurista para o mundo prático do Direito, pode ser citada a Constituição da Áustria de 1920 (a "Oktoberverfassung"), redigida sob sua inspiração. Sob a influência do pensamento de Kelsen, esta Carta Política Austríaca inovou às anteriores, introduzindo no Direito Positivo o conceito de "controle concentrado da constitucionalidade" das leis e atos normativos como função jurisdicional ao cargo de um Tribunal Constitucional, incumbido da função exclusiva de guarda da integridade da Constituição. Kelsen também tornou-se, então, membro e conselheiro permanente da Suprema Corte Constitucional da Áustria. Nos anos seguintes, entre 1921 e 1930, Kelsen atuou como juiz da Corte Constitucional da Áustria.
A partir daí, a jurisdição constitucional pôde ser seccionada em duas vertentes: a jurisdição constitucional concentrada (controle concentrado da constitucionalidade) e a jurisdição constitucional difusa (controle difuso da constitucionalidade). Este último modo de guarda da Constituição (difuso) já era praticado nos Estados Unidos (v. Caso Marbury contra Madison). No Brasil, sob a égide da Constituição Federal de 1988, a jurisdição constitucional é praticada dos dois modos: o concentrado, por meio de ações próprias da competência do Supremo Tribunal Federal e dos Tribunais de Justiça Estaduais (exame da compatibilidade das leis e atos normativos estaduais e municipais com a Constituição Estadual), e o difuso, executado nos autos de quaisquer ações (e dos recursos a estas inerentes) da competência de qualquer órgão jurisdicional (= juizes e tribunais).

### Guarda da constituição
Um dos principais rivais que Kelsen teve em sua carreira foi o nazista Carl Schmitt. Com Schmitt, Kelsen travou o famoso debate sobre quem deveria ser o Guardião da Constituição (a expressão “guarda da Constituição” aparece na Constituição Federal brasileira em seu art. 102, que a atribui ao Supremo Tribunal Federal, bem como em seu art. 23, I).
Para Schmitt, em obra publicada originalmente em 1929 sob o título "Das Reichgerichts als Hüter der Verfassung", e republicada em uma versão ampliada em 1931, sob o título de "O Guardião da Constituição" (Der Hüter der Verfassung), a Guarda da Constituição era uma função de natureza política, e não jurídica, e, portanto, somente o presidente do Reich poderia desempenhar essa função, e, com a rápida ascensão do Partido Nazista, em pouco tempo o presidente do Reich passaria a ser ninguém menos que Adolf Hitler. Ainda no ano de 1931, Kelsen publicou uma reposta com o título “Quem deve ser o guardião da Constituição?”. Em tal obra, questionou o argumento de Schmitt, expressando que, se por "natureza política" Schmitt entendia a solução de controvérsias de grande repercussão social, isso não a diferenciava da "natureza jurídica", pois o Direito, assim como a política, sempre teve a função de solucionar questões sociais controversas de grande repercussão, e defendeu a importância de tal função ser desempenhada por um Tribunal Constitucional em uma democracia moderna, formado por magistrados, profissionais preparados, o que garantiria uma maior imparcialidade nas decisões, especialmente quando se tratasse de minorias ou de questões relacionadas a opositores do governo, sendo a sua inspiração para a redação da Constituição Austríaca de 1920.
Entretanto, a teoria que triunfou na época foi a de Schmitt, devido a ascensão do III Reich alemão. A teoria de Kelsen só veio a triunfar no pós-guerra, com o restabelecimento da democracia. Mas logo Kelsen seria criticado, pois, o problema de Kelsen de isolar os valores em um marco de neutralidade perante o Direito e de unificar validade legal e legitimidade política, neutralizou o debate sobre os valores jurídicos ao concebê-los como relativos a cada indivíduo e sociedade, o que foi determinante para o positivismo normativista até onde a questão do pluralismo não ingressou na ordem política, pois após a II guerra mundial, o Estado passa a ser cobrado pela inclusão social e o reconhecimento dos direitos civis e políticos das minorias, principalmente no contexto norte-americano a partir das décadas de 50 e 60 do século passado. Assim, começa o questionamento da neutralidade do ordenamento jurídico e do papel isento do judiciário, aponta-se a necessidade de inclusão social e de extensão dos direitos, parte-se para o construtivismo judicial, pelo que se questiona a teoria pura do Direito de Kelsen e sua unificação do problema da validade com a legitimidade. Volta à tona o problema da justiça como justiça política, e o papel construtivo do judiciário norte-americano passa a ser estudado como modelo de jurisdição constitucional, e não simplesmente o modelo de um tribunal constitucional político com controle concentrado de constitucionalidade, como defendido por Kelsen.

### Sobre a inconstitucionalidade
Kelsen, reconhecido por sua grande criatividade, foi também o criador da teoria da "modulação dos efeitos da declaração de inconstitucionalidade" nos sistemas jurídicos da família romano-germânica.
Tal teoria foi desenvolvida ainda na década de 1910, utilizada na Constituição Austríaca de 1920, e escrita inicialmente apenas em seu artigo "A Jurisdição Constitucional" (título original "Wesen und Entwicklung der Staatsgerichtsbarkeit"), publicado originalmente em 1928.
Tal teoria foi primeiramente adotada na Lei Constitucional-Federal Austríaca de 1920, em seu art. 140.
Tal constituição foi seriamente modificada com a ascensão do nazismo e tal dispositivo não foi colocado em efeito na época, vindo a ser posto em prática somente após a II Guerra Mundial, quando a redação original de tal Constituição foi revigorada, sendo tal teoria adotada também em vários outros países do mundo, através de Constituições, Leis, ou mesmo apenas por interpretação judicial.
No Brasil, tal teoria veio a ser adotada expressamente apenas em 1998 com a Lei nº 9.868 que em seu artigo 27 expressa:
Art. 27. Ao declarar a inconstitucionalidade de lei ou ato normativo, e tendo em vista razões de segurança jurídica ou de excepcional interesse social, poderá o Supremo Tribunal Federal, por maioria de dois terços de seus membros, restringir os efeitos daquela declaração ou decidir que ela só tenha eficácia a partir de seu trânsito em julgado ou de outro momento que venha a ser fixado.

## Além do Direito
Além das contribuições de Hans Kelsen para a ciência jurídica, há, em sua vasta produção literária, parte não restrita ao Direito. O jurista discorreu, também proficuamente sobre política, sociologia e religião. Foi um respeitado teórico da democracia, bem como da justiça. A contraposição, ademais, que se faz entre o Direito e a Justiça na obra de Hans Kelsen serve de base para teorias que apontam em seu pensamento uma dupla face.

## Norma hipotética fundamental no contexto jurídico-constitucional brasileiro
No Brasil, a norma hipotética fundamental que valida o ordenamento sócio-político-jurídico é a norma pressuposta que dá validade à atual Constituição Federal, promulgada e vigente de forma ininterrupta desde o ano de 1988.[carece de fontes?]

## Principais obras
- (1934) Teoría General del Estado. Barcelona, Editorial Labor.
- (1939) Teoria Pura do Direito. São Paulo, Saraiva & Cia - Editores.
- (1945) Naturaleza y Sociedad. Buenos Aires, Editorial Depalma.
- (1951) The Law of the United Nations. Nova York, Frederick A. Praeger
- (1952) Principles of International Law. Nova York, Reihart and Company
- (1986) Teoria Geral das Normas. Porto Alegre, Sergio Antonio Fabris Editor. Tradução do alemão de José Florentino Duarte.
- (2000d) A Democracia. São Paulo, Martins Fontes.
- (2002) Direito Internacional e Estado Soberano. São Paulo, Martins Fontes.
- (2003) Jurisdição Constitucional. São Paulo, Martins Fontes.
- (2003) O Estado como Integração. São Paulo, Martins Fontes.
- Teoría Comunista del Derecho. Buenos Aires, Emece.
- (1996) Teoria Geral das Normas. Sérgio Antônio Fabris: Porto Alegre.
- (1998) O problema da justiça. São Paulo, Martins Fontes.
- (2000a) Teoria Pura do Direito. São Paulo, Martins Fontes.
- (2000b) Teoria Geral do Direito e do Estado. São Paulo, Martins Fontes.
- (2000c). A Ilusão da Justiça. São Paulo, Martins Fontes.
- (2001) O que é justiça?. São Paulo, Martins Fontes.
- (2011) Autobiografia de Hans Kelsen. Rio de Janeiro, Forense Universitária. Tradução de Gabriel Nogueira Dias e José Ignácio Coelho Mendes Neto, com estudo introdutório de Dias Toffoli e Otavio Luiz Rodrigues Junior.